# Іллінецька сільська рада (Іллінецький район)
Ілліне́цька сільська́ ра́да — адміністративно-територіальна одиниця та орган місцевого самоврядування в Іллінецькому районі Вінницької області. Адміністративний центр — село Іллінецьке.

## Загальні відомості
Іллінецька сільська рада утворена в 1986 році.
- Територія ради: 2,77 км²
- Населення ради: 1171 особа (станом на 2001 рік)

## Населені пункти
Сільській раді були підпорядковані населені пункти:
- с. Іллінецьке
- с. Романово-Хутір
- с-ще Хмельове

## Склад ради
Рада складалася з 12 депутатів та голови.
- Голова ради: Кондратюк Володимир Сергійович
- Секретар ради:

### Керівний склад попередніх скликань
| Прізвище, ім'я, по батькові    | Основні відомості                                                                                     | Дата обрання | Дата звільнення |
| ------------------------------ | --- | ------------ | --------------- |
| Кондратюк Володимир Сергійович | Сільський голова, 1949 року народження, освіта середня спеціальна, член Соціалістичної партії України | 26.03.2006   | 31.10.2010      |
| Кондратюк Володимир Сергійович | Сільський голова, 1949 року народження, освіта середня спеціальна, безпартійний                       | 31.10.2010   | 25.10.2015      |
| Хаврич Наталія Олександрівна   | Сільський голова, 1989 року народження, освіта вища, безпартійна                                      | 25.10.2015   |                 |

Примітка: таблиця складена за даними сайту Верховної Ради України та ЦВК

### Депутати VII скликання
За результатами місцевих виборів 2015 року депутатами ради стали:

#### За суб'єктами висування
| Суб'єкт висування | Кількість обраних депутатів | %      |
| ----------------- | --------------------------- | ------ |
| Самовисування     | 12                          | 100.00 |

#### За округами
| № округу | Прізвище, ім'я, по батькові       | Ким висунуто  | Дата нар.  | Освіта              | Партійна приналежність | Відомості                                          |
| -------- | --------------------------------- | ------------- | ---------- | ------------------- | ---------------------- | -------------------------------------------------- |
| 1        | Омельянчук Віталій Валерійович    | Самовисування | 26.08.1989 | вища                | безпартійний           | ТОВ «Іллінецьке», механік тракторної бригади       |
| 2        | Годованюк Надія Степанівна        | Самовисування | 04.04.1964 | професійно-технічна | безпартійна            | ТОВ «Іллінецьке», бригадир                         |
| 3        | Грабовський Анатолій Іванович     | Самовисування | 01.03.1970 | інші види освіти    | безпартійний           | ТОВ «Іллінецьке», водій                            |
| 4        | Гаврилюк Олена Станіславівна      | Самовисування | 10.02.1972 | вища                | безпартійна            | ТОВ «Іллінецьке», головний бухгалтер               |
| 5        | Загоруйко Валентина Олександрівна | Самовисування | 18.06.1970 | професійно-технічна | безпартійна            | ТОВ «Іллінецьке», бригадир                         |
| 6        | Допіра Тетяна Іванівна            | Самовисування | 21.09.1962 | професійно-технічна | безпартійна            | Іллінецька с/р, секретар                           |
| 7        | Майко Андрій Анатолійович         | Самовисування | 12.12.1979 | вища                | безпартійний           | ТОВ «Іллінецьке», головний інженер ТОВ"Іллінецьке" |
| 8        | Колтунова Ірина Миколаївна        | Самовисування | 27.08.1982 | вища                | безпартійна            | Іллінецька с/р, головний бухгалтер                 |
| 9        | Хлещиборщ Ніна Вікторівна         | Самовисування | 07.01.1965 | професійно-технічна | безпартійна            | Іллінецький державний аграрний коледж, зоотехнік   |
| 10       | Кулієва Галина Олексієвна         | Самовисування | 03.03.1958 | професійно-технічна | безпартійна            | Іллінецька загальноосвітня школа, бібліотекар      |
| 11       | Балака Василь Миколайович         | Самовисування | 19.03.1959 | професійно-технічна | безпартійний           | ТОВ «Люстдорф», водій                              |
| 12       | Мельник Жанна Юрівна              | Самовисування | 16.12.1972 | професійно-технічна | безпартійна            | безробітня                                         |